# 长春话剧院
长春话剧院是位于中国吉林省长春市的国有话剧演出团体。院址在长春市宽城区长江路51号长春人民艺术剧场，为满洲国时期兴建的纪念公会堂，现在是长春市级保护建筑。
中国著名影视演员李幼斌1974年至2004年为长春话剧院演员。

## 历史
1948年11月解放军攻克长春后，即组建长春市文艺工作团。1953年末，长春市文艺工作团改编为长春市话剧团。1954年，吉林省话剧团（前身是解放战争时期的东北民主联军吉辽军区怒吼剧团）随吉林省会由吉林市迁到长春。1957年省、市两所话剧团合并为长春话剧团。1961年长春话剧团改建为长春话剧院，隶属于长春市文化局。1969年9月长春话剧院解体，部分成员调入吉林省话剧团；部分成员组建长春市革委会政治部文工团话剧队，后归属长春市歌舞团。1977年末改为长春市话剧团。1978年1月26日与吉林省话剧团合并，恢复长春话剧院。1979年赵国庆编写的八场话剧《救救她》荣获了文化部创作一等奖，并被全国20个省、35个剧团、十几个剧种移植演出。1983年，剧院又增设了儿童艺术团。
2012年6月28日成立长春演艺集团有限公司。长春话剧院由国有文化事业单位改制为国有企业性质，隶属于长春演艺集团有限公司。